# Cimetière de Fontainebleau
Le cimetière de Fontainebleau, anciennement aussi appelé cimetière du Mont-Pierreux et plus rarement les Quatre Arpents, est un lieu d'inhumation à Fontainebleau, en France. Fondé au XIXe siècle, il renferme en son noyau de nombreuses sépultures de cette époque.

## Situation et accès
Le cimetière se situe au nord de la ville et s'étend sur la périphérie de l'espace urbanisé de la commune de Fontainebleau. Étant à la lisière de la forêt de Fontainebleau, il est ainsi adjacent à celle-ci sur son côté nord-ouest et sud-ouest. Son côté sud-est se délimite par le boulevard du Maréchal-Joffre et son côté nord-est par la route Louise. Le côté sud-ouest se forme sur la place des Combattants-Morts-pour-la-France, où se trouve le monument aux morts, et continue par être longé par la route Louis-Philippe. Enfin, le côté nord-ouest, directement exposé au massif forestier, est longé par un chemin. On retrouve l'accès principal, de deux portails, sur la place des Combattants-morts-pour-la-France, un autre depuis la route Louise et enfin un troisième secondaire qui donne sur la division B, depuis la route Louis-Philippe. Un repère de nivellement placé près du portail ouest à 44 centimètres au-dessus du sol fait état d'une altitude de 95,232 mètres.

## Dénomination
Anciennement, on l'appelle communément le cimetière du Mont-Pierreux,, en référence au Mont Perreux, Pierreux ou Paveux, élévation et lieu-dit dans de la forêt de Fontainebleau, où il a été bâti. Cette dénomination est toutefois devenue rare et on ne se réfère à ce cimetière, de nos jours, principalement que par le nom de la ville.
Les habitants ont aussi appelé ce lieu les « Quatre Arpents » au vu de sa forme et sa superficie simple.

## Histoire

### Anciens cimetières
Du XIIIe au XVIIe siècle, l'église de la paroisse d'Avon servait de lieu de sépulture aux habitants. Il a également existé un lieu d'inhumation près du château, le cimetière des Mathurins.
Après la création de la paroisse de Fontainebleau, le roi Louis XIV fait créer un cimetière dans le bourg de Fontainebleau, le 20 avril 1662 : le cimetière de la rue des Petits-Champs. Devenu insalubre et mal placé, il est fermé à la Révolution pour un nouveau lieu d'inhumation, plus en retrait de la ville : le cimetière de la Vallée de la Chambre.

### Fondation
Le cimetière a été créé par ordonnance royale du 9 août 1822. La partie la plus ancienne correspond à l'actuelle division E.
Au cours du XIXe siècle, il est avant tout réservé à une élite riche, notamment composée d'aristocrates.

### Développement
Au cours du XXe siècle, le cimetière gagne des parcelles et s'étend à l'ouest, puis à l'est. L'Abeille de Fontainebleau note, à l'occasion de la Toussaint de 1895 que le cimetière est « orné de grands pins, créé en amphithéâtre à l'entrée de notre belle forêt ».
Au début du siècle, un agrandissement du cimetière s'étendant déjà sur 20 725 mètres carrés est projeté. Le grand nombre d'inhumations durant la Première Guerre mondiale provoque sa réalisation : ainsi, en octobre 1918, une équipe de travailleurs indochinois abat les arbres entre la route Louis-Phillipe et la route Louise. Plus tard, au cours de sa séance du 24 février 1934, le conseil municipal approuve un projet d'aggrandissement, malgré une pétition des habitants des rues Pierre-Dan, René-Quinton et de l'Abbé-Renaudeau.
Vers le début des années 1980, la Ville de Fontainebleau acquiert un bois de 170 hectares vers Larchant et l'échange avec l'Office national des forêts pour un terrain de 1,7 hectare. Ainsi libre et utilisable, ce terrain adjacent au cimetière est destiné à son extension en 1981. Son défrichement est entamé par sa partie nord, mais de faux marquages bleus multipliés par des protecteurs de la forêt viennent retarder l'opération. L'intervention de riverains et de défenseurs du site laisse alors place à un compromis qui évite la coupure d'une bande forestière longeant la route Louise, faisant ainsi reculer d'une huitaine de mètres l'emplacement initialement prévu pour le mur de clôture et l'entrée.

### Vandalisme
Le 28 décembre 2020, un déséquilibré macule 67 tombes de tags de croix gammées (symbole néonazi) — de couleur rose, blanche et argentée,, (dite chrome dans le milieu des graffeurs) — auxquelles s’ajoutent plusieurs inscriptions « Charles » et « Biobananas », en lettres capitales. Le parquet est saisi et il est alors précisé qu’« aucune revendication ni bombe de peinture n’ont été retrouvées sur place ».

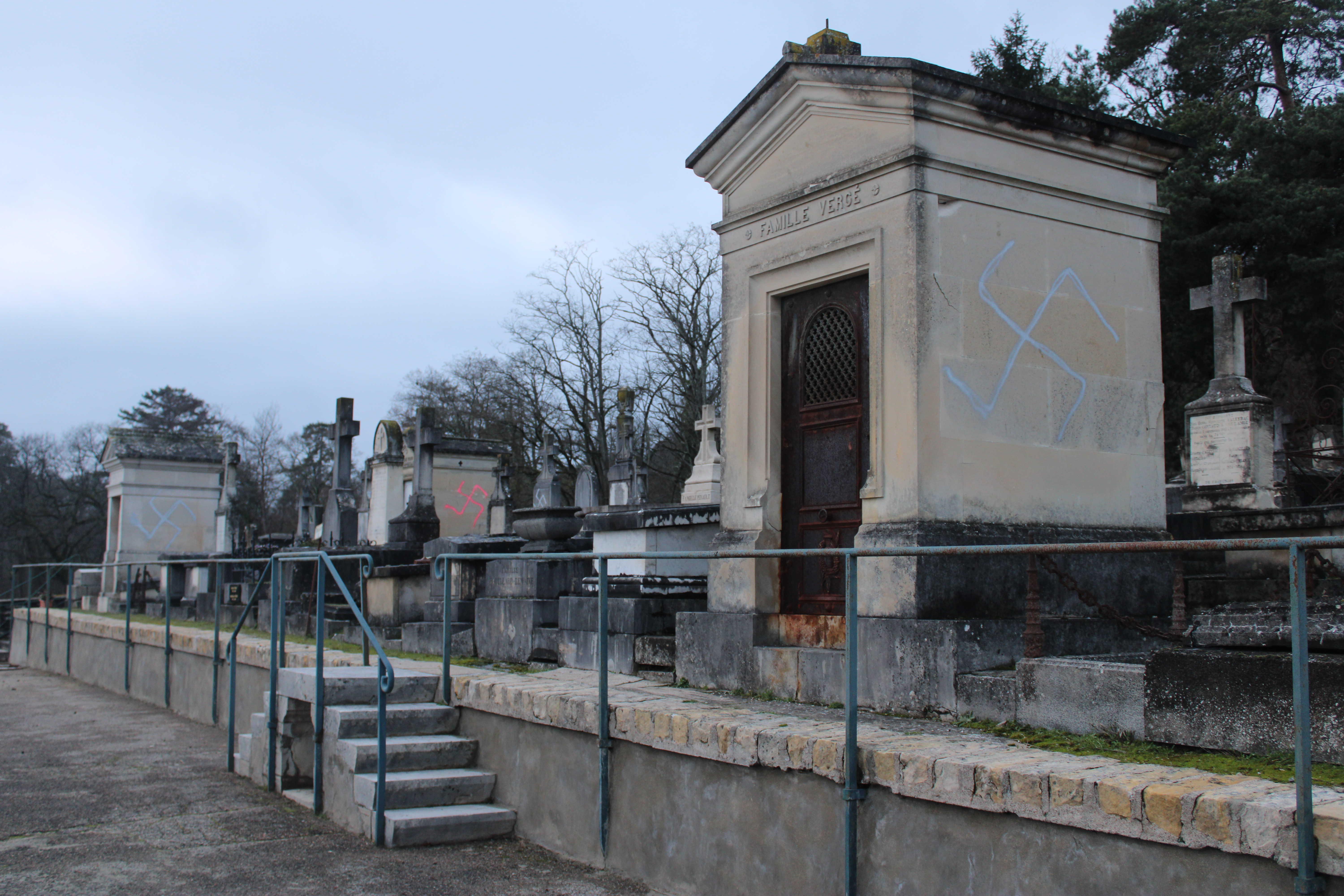
Chapelles funéraires de la division D.
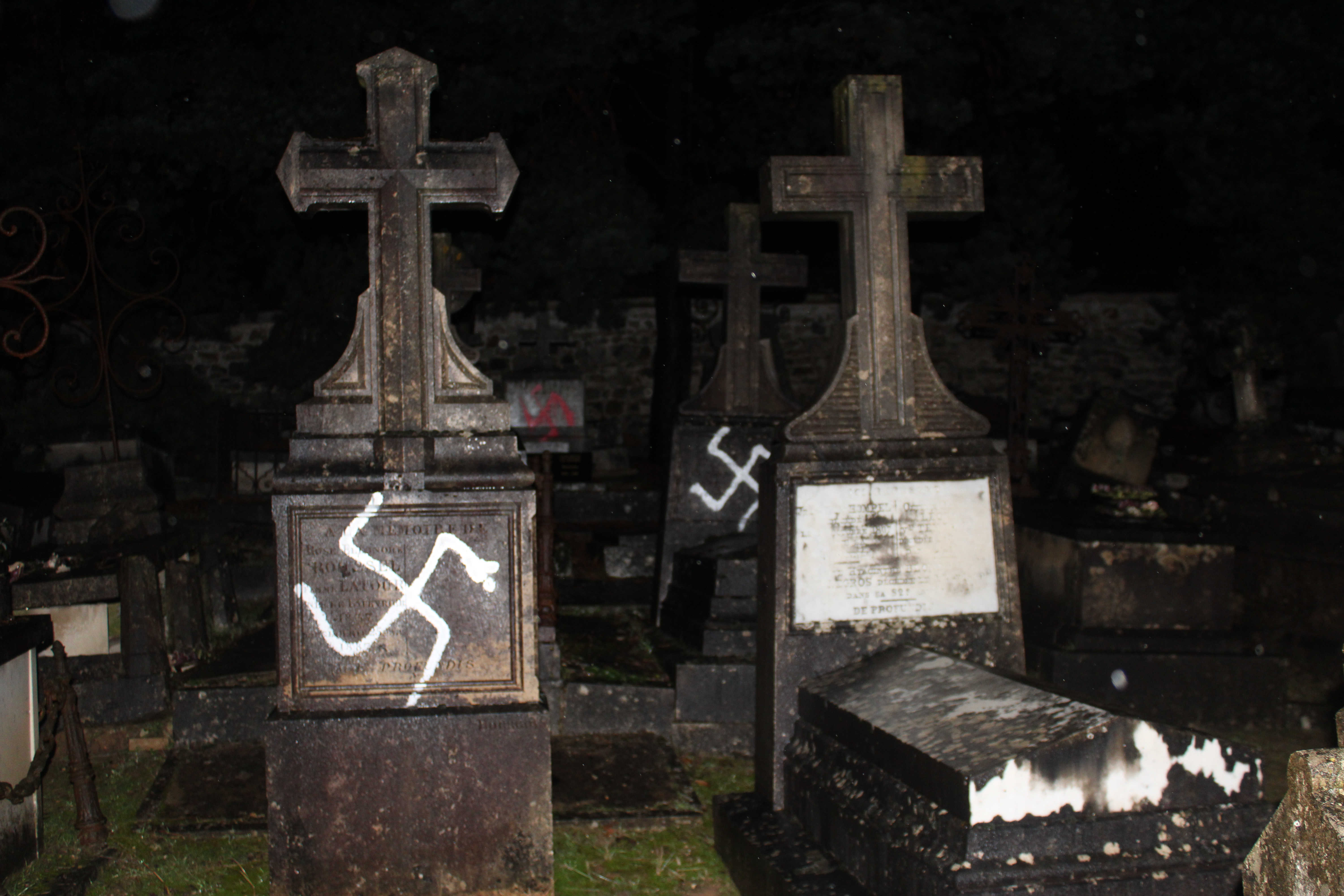
Sépultures de la division D.
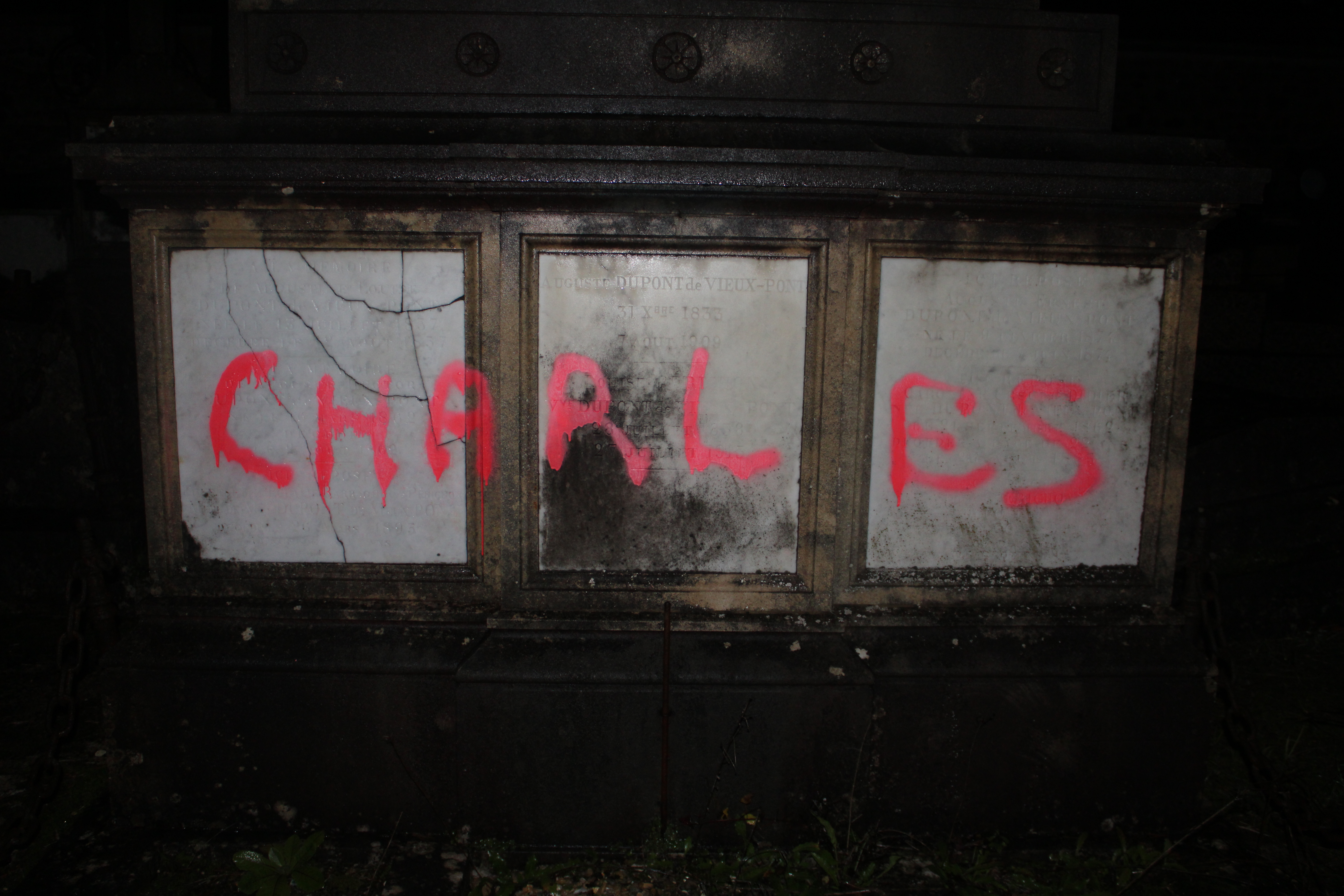
Inscription « Charles » sur la tombe d’Auguste Dupont de Vieux-Pont.

Plusieurs responsables politiques réagissent à ces faits via Twitter :

« Je suis scandalisé et écœuré par la découverte, ce matin, de très nombreuses tombes profanées par des croix gammées. Des actes abjects et répugnants contre lesquels je vais déposer plainte. Jamais notre cimetière n’avait été la cible de tels crimes. »

— Frédéric Valletoux, maire de Fontainebleau

« Le Préfet de Seine-et-Marne condamne vigoureusement la dégradation des 67 tombes du cimetière de Fontainebleau par apposition de croix gammées. Il a mobilisé les forces de l’ordre pour identifier les auteurs rapidement. »

— Thierry Coudert, préfet de Seine-et-Marne

« Profanation de 60 tombes à Fontainebleau par des néo-nazis, un acte ignoble dans cette période des fêtes qui devrait nous rassembler et nous unir ! Soutien ⁦à tous les Bellifontains. »

— Valérie Pécresse, présidente du conseil régional d'Île-de-France

« [Retweet du préfet] Écœuré par la profanation du cimetière de Fontainebleau recouvert de croix gammées. Tout sera fait pour retrouver les auteurs de cette ignominie. Nous ne laisserons rien passer face à ceux qui déversent la haine. »

— Gérald Darmanin, ministre de l’Intérieur
Avant le cimetière de Fontainebleau, des faits similaires ont déjà eu lieu dans le département. Les jours suivants, d’autres tags sont découverts, notamment à Melun. Le dispositif de surveillance, mis en place dans le cadre de l’enquête, mène à l’interpellation d’un homme de 41 ans, dans la soirée du 4 janvier, à son domicile du Mée-sur-Seine,. Reconnu auteur des faits, les explications données par ce dernier demeurent peu rationnelles : il évoque notamment un motif de vengeance, en expliquant avoir produit ces outrages « afin d’attirer l’attention des médias ». Il est finalement placé en hôpital psychiatrique.

### Préoccupations relatives à l’état des sépultures
L’affaissement et l’effondrement de certaines sépultures ainsi que des fissures sont constatées dans les années 2020 et deviennent la préoccupation d’habitants et d’élus. Un problème que l’on imputerait à la stabilité du terrain sableux sur lequel repose Fontainebleau ; dans cette perspective, la Ville s’engage fin 2022 à lancer une étude géologique. En outre, un atelier de rénovation et nettoyage de sépultures à l’occasion de la journée citoyenne du 24 septembre 2022 mobilise des habitants soucieux de l’entretien des lieux,.

## Structure

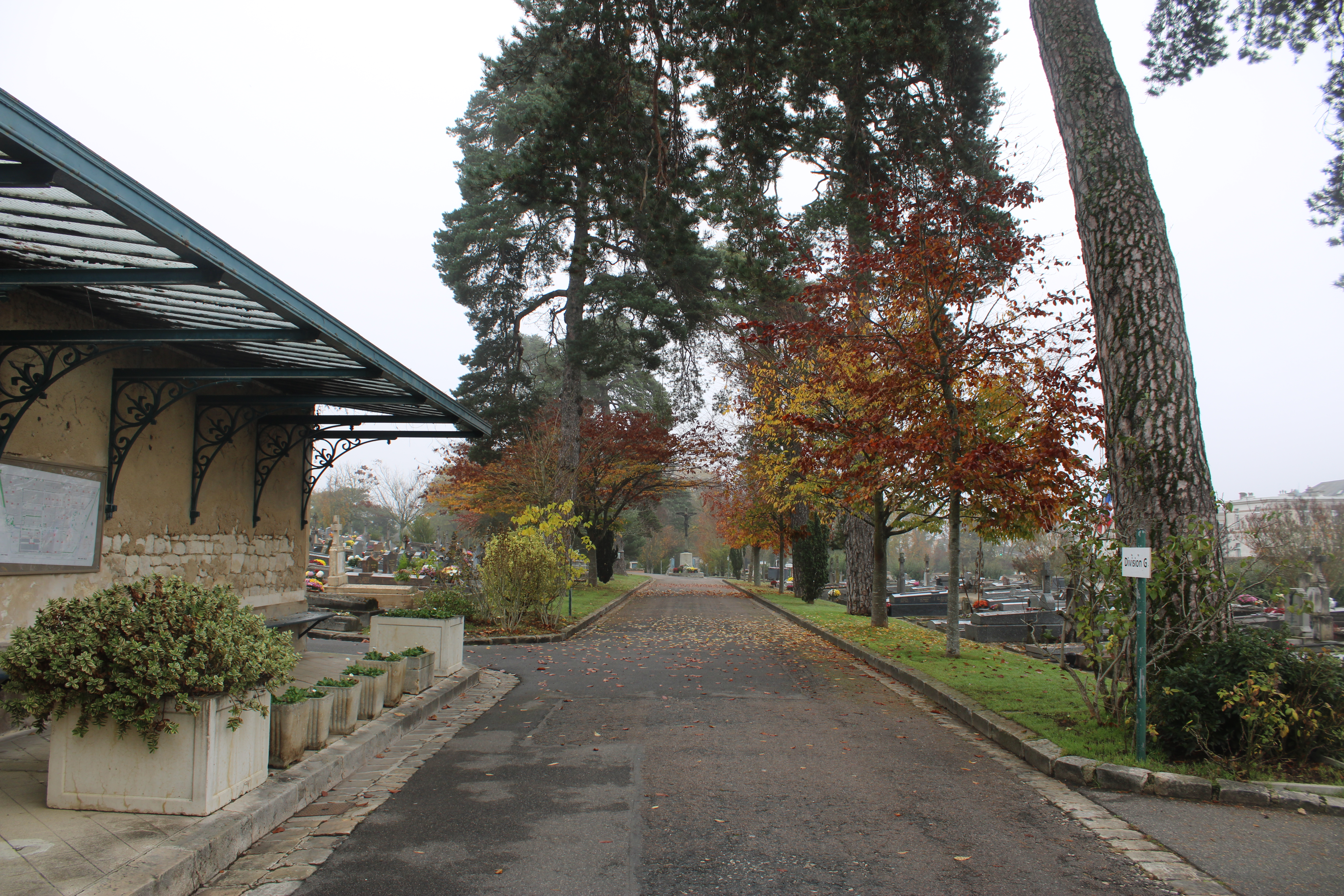
Allée rejoignant l'accès ouest sur la place des Combattants-morts-pour-la-France à celui à l'est depuis la route Louise.

L'ensemble, de forme trapézoïdale, est installé sur une pente ascendant vers le côté nord-ouest. Il est implanté sur un sol sableux, et son érosion est limitée par la présence de végétation sur les talus. Le cimetière est entièrement entouré d'un mur. Les divisions rectangulaires se coordonnent ainsi avec des allées perpendiculaires et parallèles entre elles.
La partie sud est occupée par le carré militaire (où reposent 567 soldats « morts pour la France »). La partie est, plus récente, gazonnée et boisée, accueille un columbarium et une parcelle de ruches.

## Personnalités inhumées

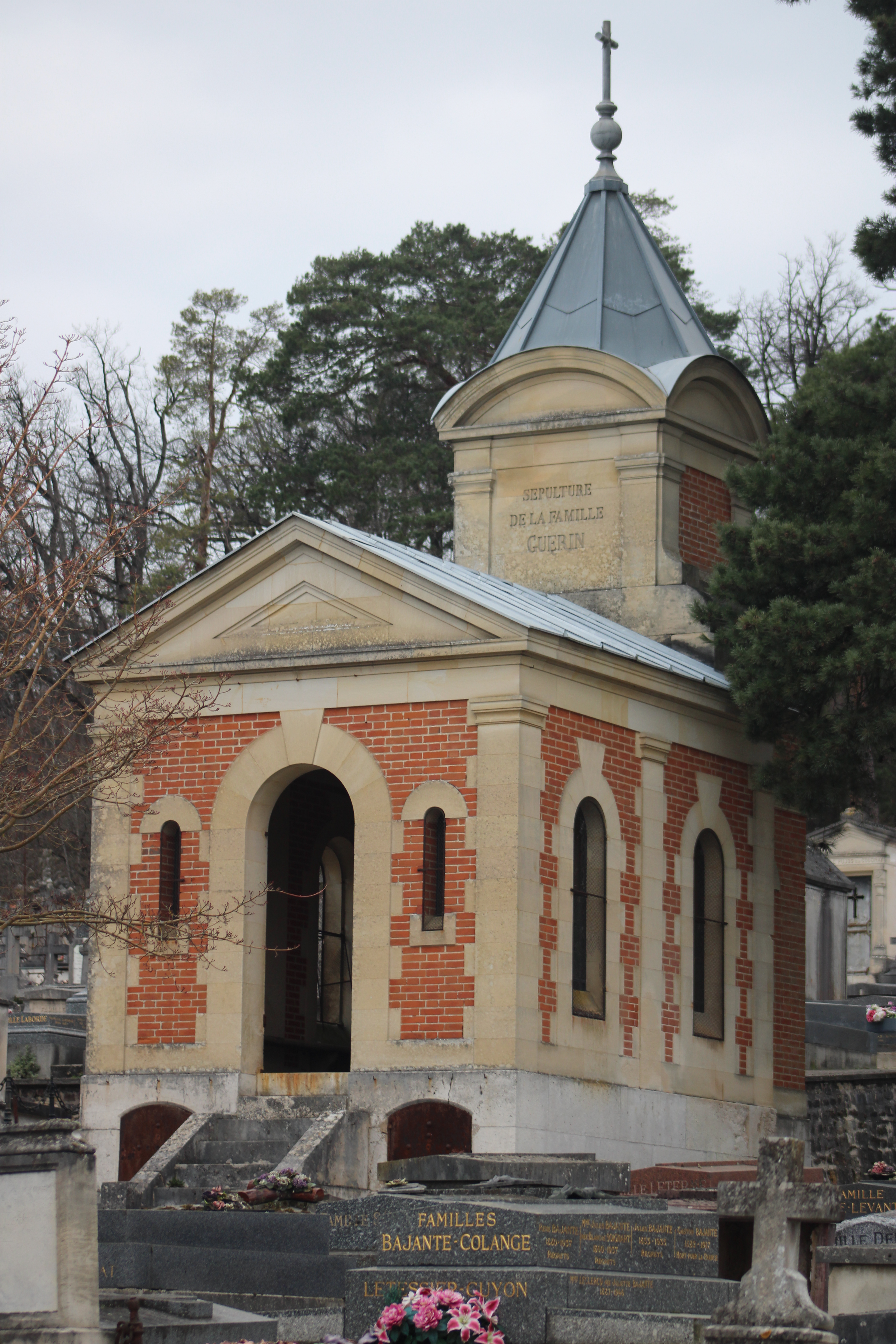
La sépulture de la famille Guérin au centre, seul mausolée du cimetière.

### Division AE
- Pierre-Charles Comte (1823-1895), peintre français.

### Division AF
- Fernande Decruck (1896-1954), compositrice française de musique classique.

### Division B
- Oscar Vladislas de Lubicz-Milosz[29] (1877-1939), poète lituanien de langue française. Sa tombe, en granite, est ornée d'un médaillon doré[30].
- Pierre Vaudrey (1873-1951), sculpteur français.
- Jules Viatte (1872-1922), architecte et écrivain français.

### Division BD-BF
- Henri Deroy (1900-1979), banquier, haut fonctionnaire, gouverneur du Crédit foncier de France.
- René Lucet (1943-1982), directeur de caisse de la Sécurité sociale française, découvert mort dans sa villa à Marseille, le 4 mars 1982. Ses obsèques ont lieu le 9 mars[31]. Afin de réaliser une nouvelle autopsie, son corps est exhumé le matin du 18 mars[32],[33],[34].

### Division C
- Philippe Comairas (1803-1875), peintre français.
- Claude-François Denecourt[35],[29] (1788-1875), créateur des sentiers et de plusieurs aménagements dans la forêt de Fontainebleau.
- Henri Labrouste, (1801-1875), architecte français. La translation et l'inhumation de ses restes a lieu le 16 octobre dans un caveau dû à son fils Léon[36].
- Léon Labrouste, (1846-1907), architecte français, fils d'Henri et inhumé dans le même tombeau[36].
- Pierre Bourgoin (1912-1966), résistant français.

### Division D
- André d'Houdain (1859-1904), sculpteur français.
- Charles Colinet (1839-1905), continuateur de l’œuvre de Denecourt.
- Jean Lionnet (1872-1910), écrivain français.
- Paul Chrétien (1862-1948), général de division français.
- Georges Peignot (1872-1915), graveur et fondeur de caractères, gérant de la Fonderie G. Peignot & Fils

### Division E

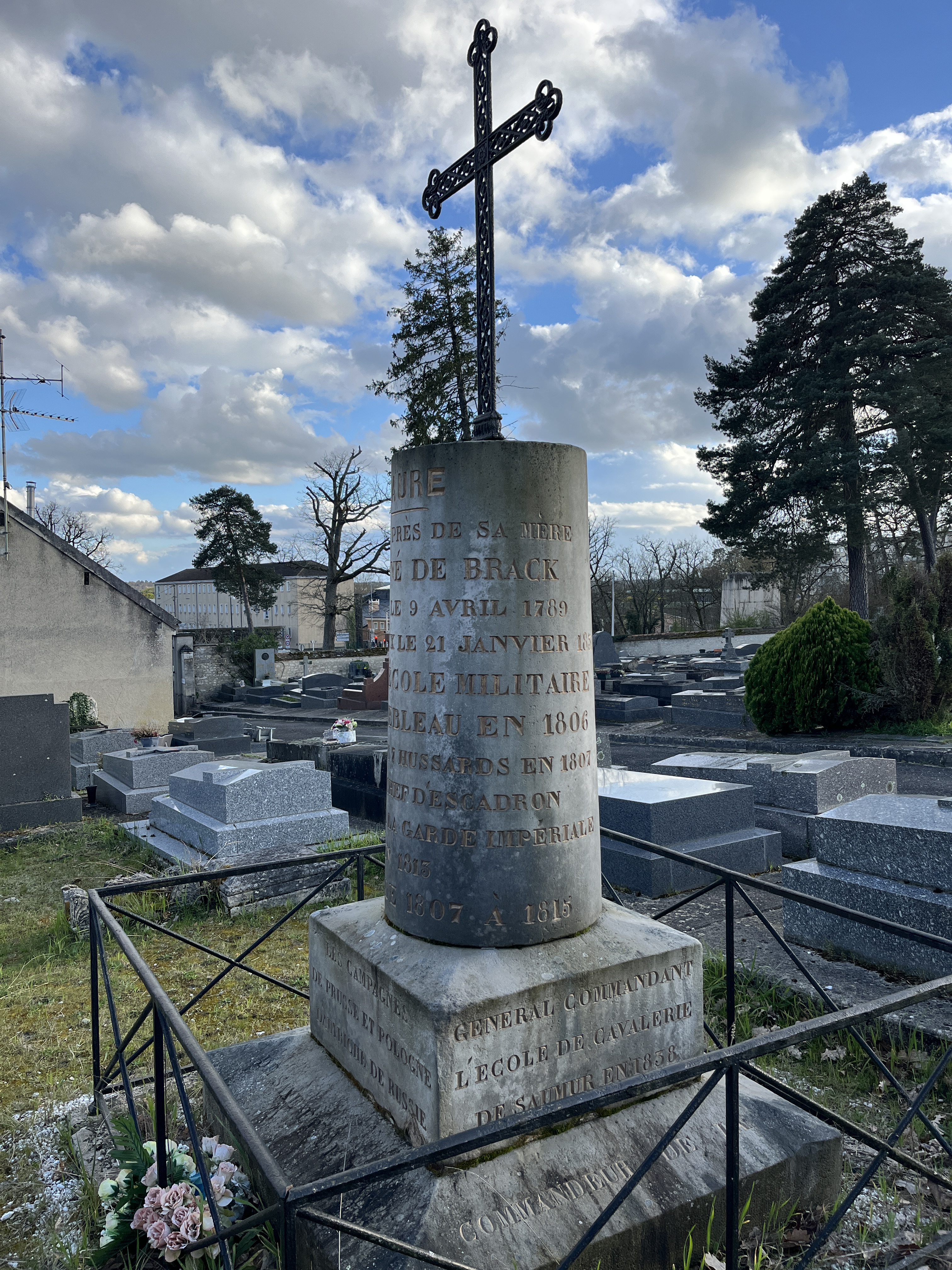
La colonne d'Antoine Fortuné de Brack, en mars 2024.

- Antoine Fortuné de Brack (1789-1850), général et théoricien militaire français. Il a demandé à être inhumé en ce lieu pour se trouver auprès de sa mère[37]. Son monument funéraire se présente de manière plutôt simple, avec un soubassement quadrangulaire sur lequel s'appuie une colonne toute unie, elle-même surmontée d'une croix ajourée en fer forgé. Les inscriptions, bien lisibles, comprennent notamment au sommet de la colonne « Laure extincta amabitur », ce qui pourrait se traduire du latin par « elle sera aimée même après sa mort », Laure étant probablement le diminutif de sa mère, Laurence Coquet. Cette inscription est suivie de « Ici repose auprès de sa mère, Antoine-Fortuné de Brack, né à Paris le 9 avril 1789, mort à Évreux le 21 juin 1850 »[38].
- Jacques-Joseph Champollion (1778-1867), archéologue français, frère aîné de Jean-François Champollion.
- Alexandre-Gabriel Decamps (1803-1860), peintre français, décédé des suites d'une chute de cheval dans la forêt de Fontainebleau.
- François Xavier Frossard (1769-1827), militaire français de la Révolution et de l’Empire.
- Denis Guérin (1798-1888), maire de Fontainebleau de 1843 à 1852 puis de 1858 à 1871. Ses obsèques ont lieu le 11 août 1888, avec une messe donnée à l'église Saint-Louis[4].
- Eugène Alexandre Husson (1786-1868), général et sénateur du Second Empire.
- Narcisse Parant (1794-1842), avocat, député de la Moselle et ministre de l’Instruction publique sous la monarchie de Juillet.
- Jules Pasdeloup (1819-1887), chef d'orchestre français. Ses obsèques ont lieu le 17 août à partir de 11 h 30 et il est inhumé après une célébration à église Saint-Louis. À l'époque, d'autres musiciens et son entourage avaient pourtant émis le souhait que cette sépulture soit provisoire et qu'il soit transféré à Paris[39].
- Jean Ferdinand Elie Randon (1761-1841), baron d’Hanneucourt[40].

## Écosystème et gestion écologique

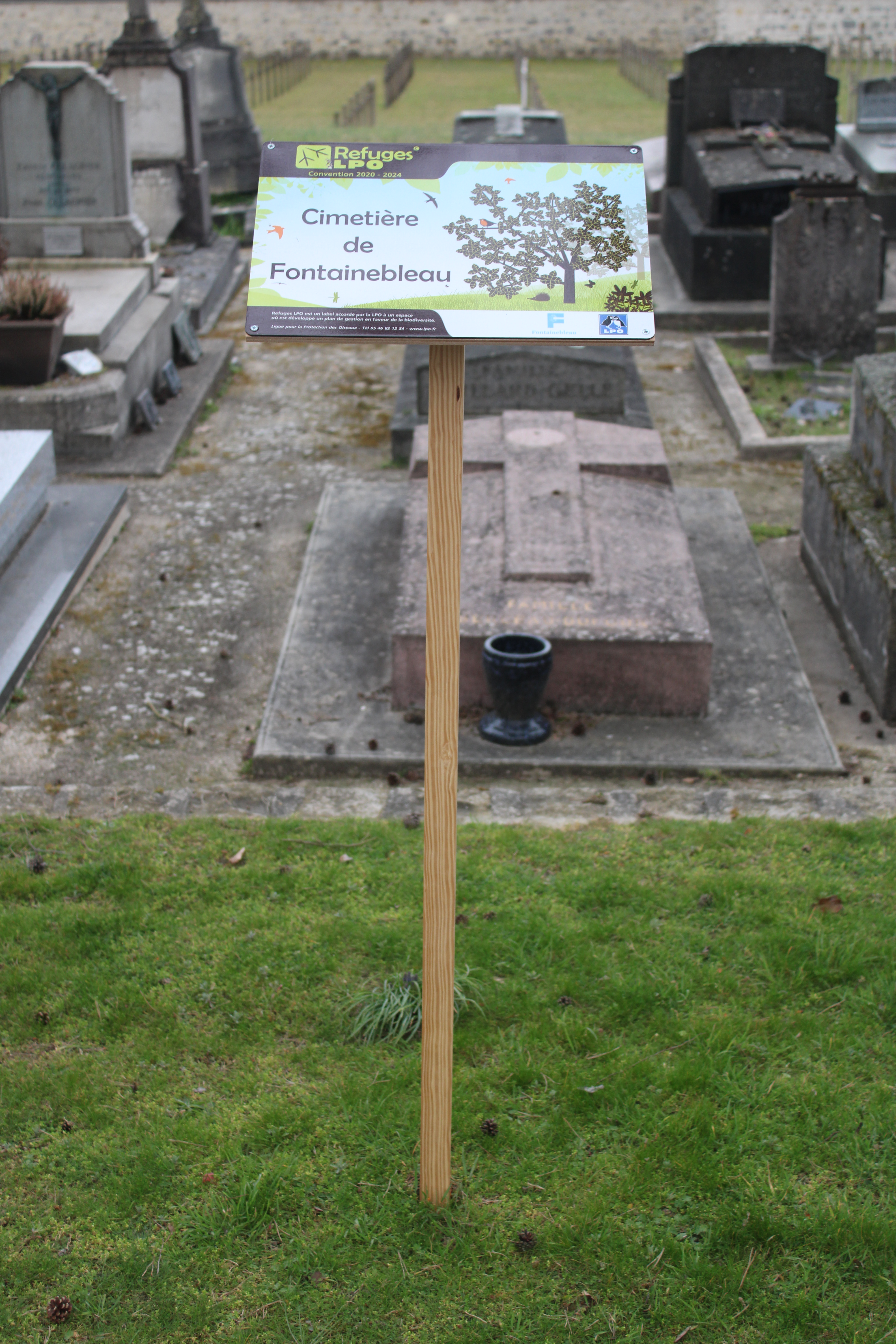
Panneau du refuge LPO devant la division G.

À la suite des engagements pris par la municipalité, les espaces verts du cimetière ne sont plus entretenus aux pesticides depuis 2011. L'absence d'utilisation de produits phytosanitaires assure au site le « label Ecojardin » depuis 2013 avec un taux de végétalisation estimé à 30,7%.
Dans le cadre de cette gestion écologique, des anfractuosités et des caniveaux ont été comblés par du mortier, ainsi que des interstices ont été curés et cimentés afin d'empêcher le développement d'adventices. Un « rendez-vous Écophyto » à caractère informatif a été organisé le 9 octobre 2014 par la Fédération régionale de défense contre les organismes nuisibles (FREDON) et a réuni une centaine de personnes.
Un écopâturage saisonnier a également été mis en place. Ainsi, en 2015, des poneys du centre équestre ont été amenés pour brouter l'herbe, expérience renouvelée en 2017 avec des moutons. Un rucher a aussi été disposé sur une parcelle vers l'entrée est.
Dans le cadre de la participation de la commune aux programmes de la Ligue pour la protection des oiseaux, le cimetière devient un « refuge LPO » de convention 2020-2024.

## Galerie

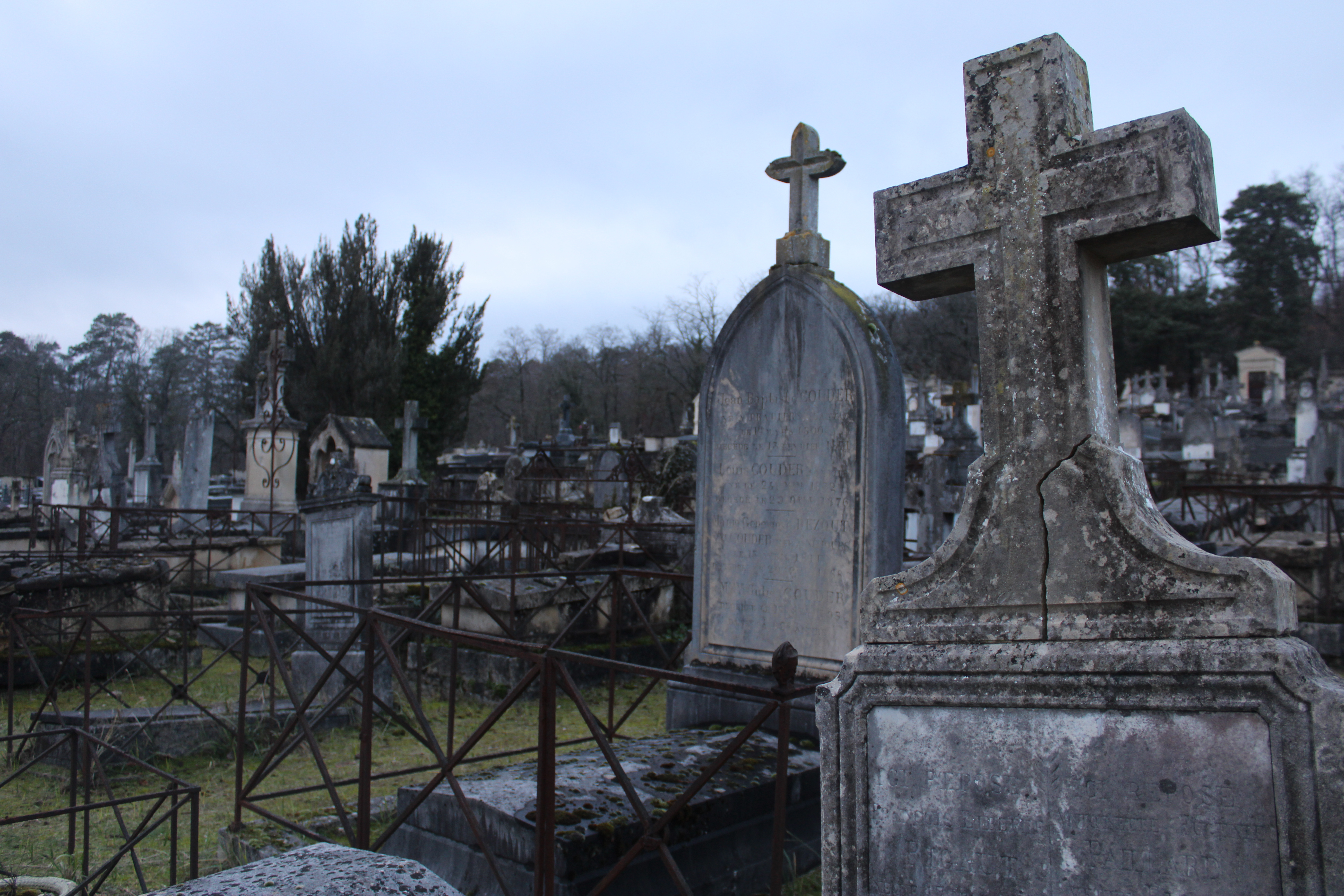
Sépultures dans la division E.
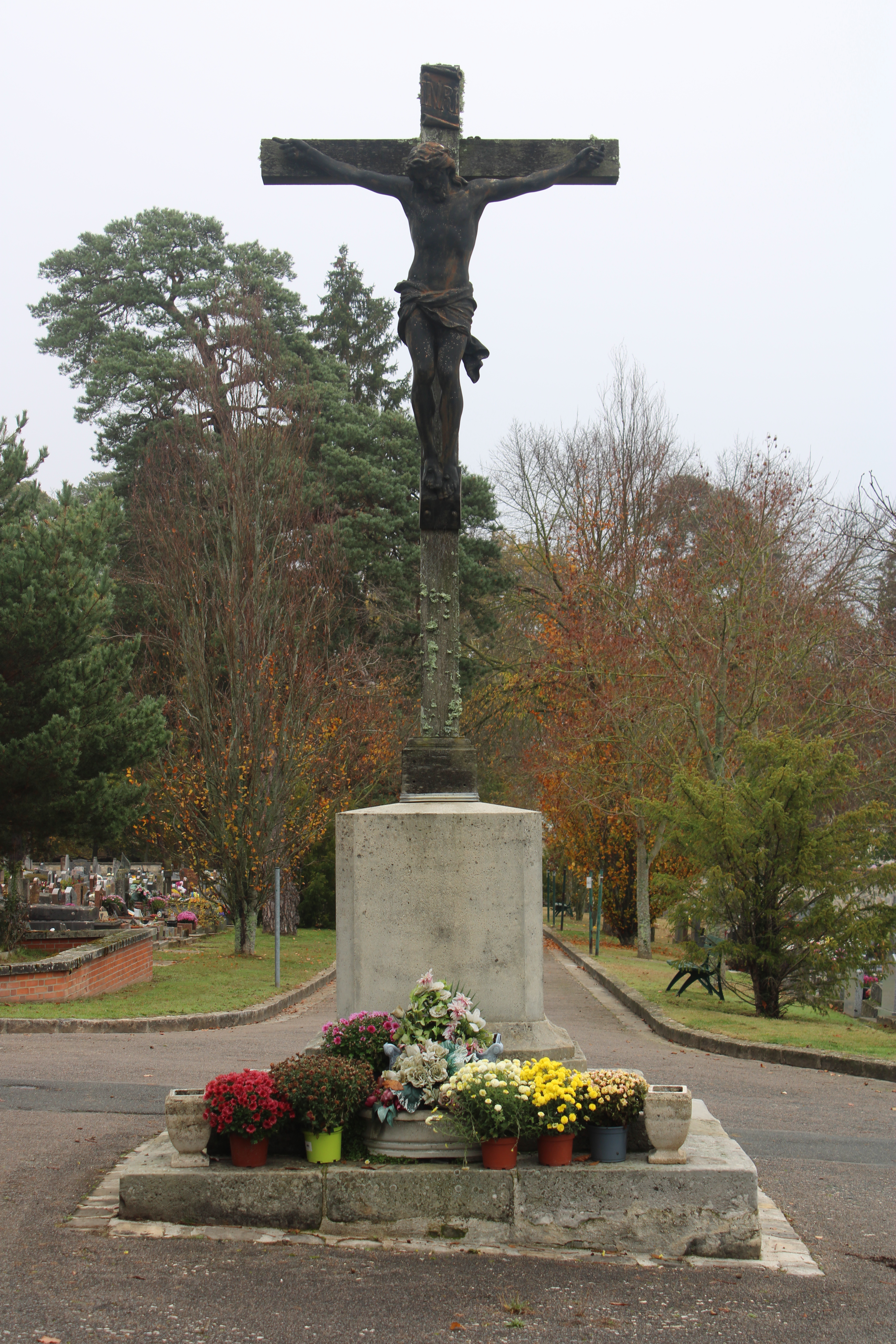
Calvaire à l'intersection des allées centrales.
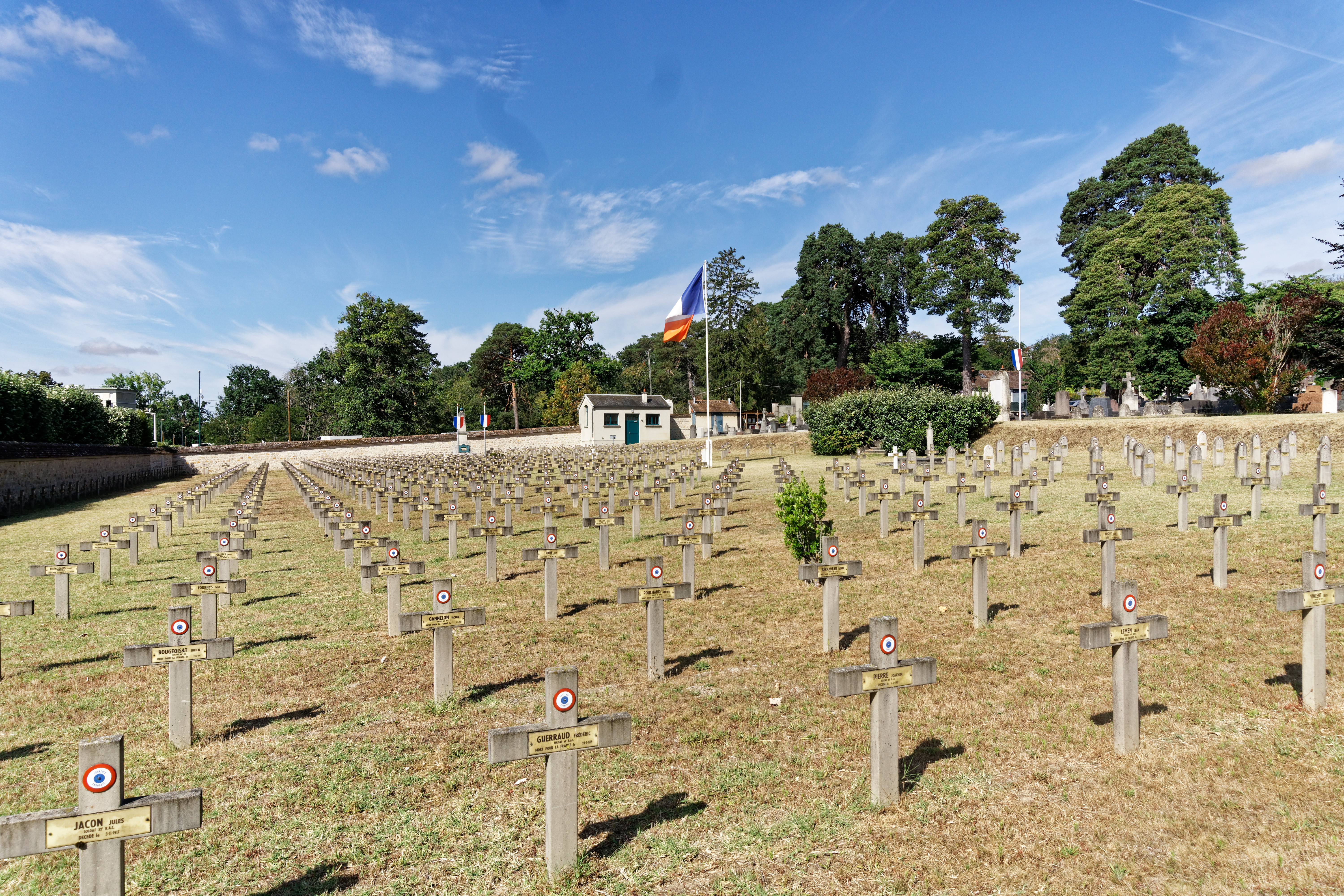
Carré militaire.
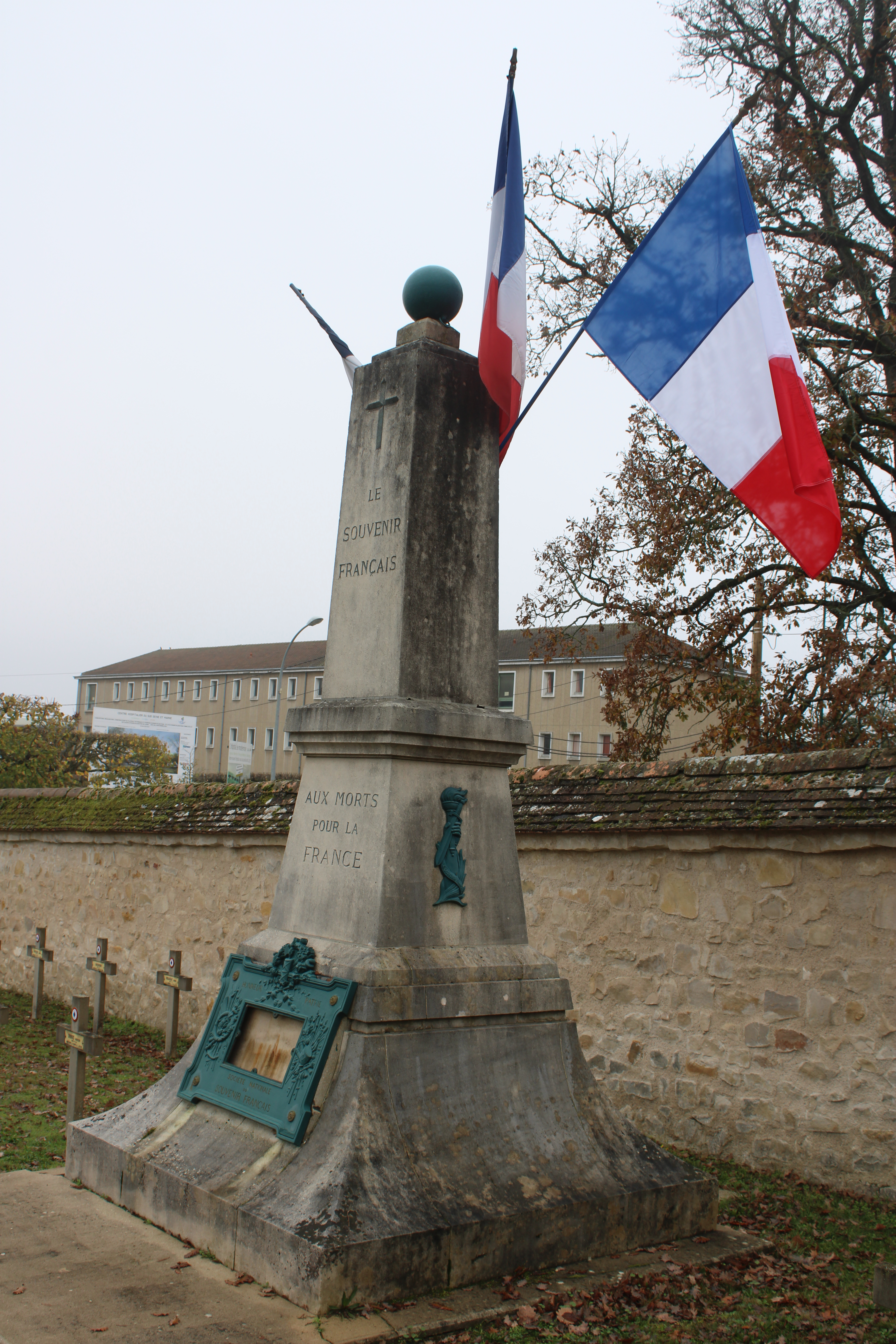
Monument aux morts du carré militaire.
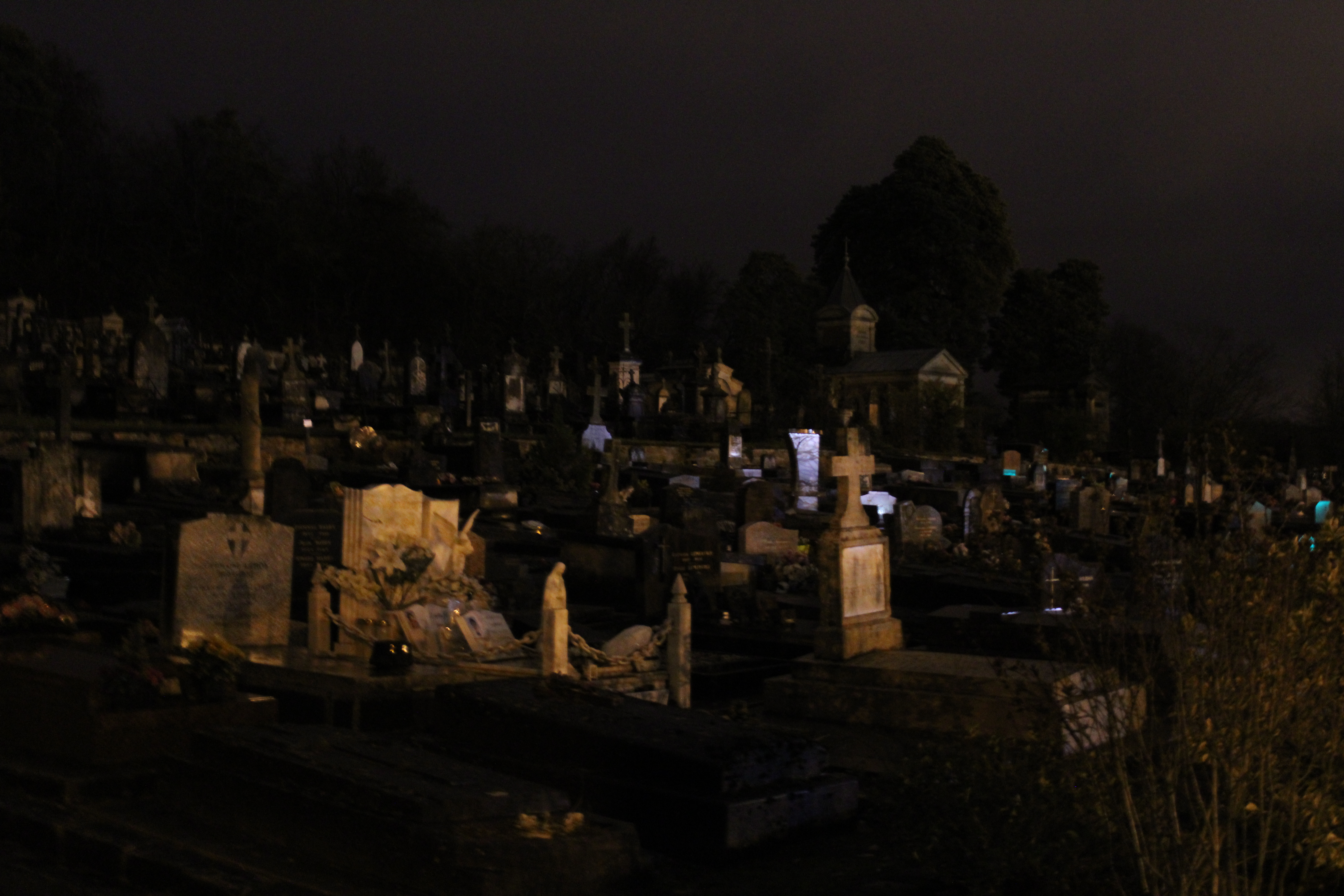
Division F et E du cimetière, le soir.

## Représentations culturelles

### Littérature
- 1862 : Edmond About, L'Homme à l'oreille cassée (lire sur Wikisource)

« Vorski ! Vorski ! L’être innommable dont le souvenir l’emplissait d’horreur et de honte, le monstrueux Vorski n’était pas mort ! L’assassinat de l’espion par un de ses camarades, son enterrement dans le cimetière de Fontainebleau, tout cela, des fables, des erreurs ! Une seule réalité, Vorski vivait ! »

- 1919 : Maurice Leblanc, L'Île aux trente cercueils (lire sur Wikisource)

« Il nous priait de le mettre en terre sainte, et nous le portions, vous et moi, au cimetière de Fontainebleau. »

« Ce grand-père, qu’il avait payé cinq cents francs, à qui il avait cassé l’oreille, pour qui il avait acheté un terrain au cimetière de Fontainebleau »

« Plus, une concession à perpétuité que ton mari a payée d’avance dans le cimetière de Fontainebleau. »

- 2011 : Frédéric Gruet, L'Art de creuser un trou, Éditions Gallimard (ISBN 978-2-072-42465-6). En évoquant sa grand-mère :

« Mais elle repose aujourd’hui entre six planches de chêne, au fond du cimetière de Fontainebleau. Elle occupe la troisième tombe de la quatrième rangée à l’ouest de l’angle nord-est. Elle ne doit pas être bien fleurie. Je ne vois pas ce que l’on peut ajouter d’autre. »